# Balthasar Timaeus von Güldenklee
Balthasar Timaeus von Güldenklee (* 1600 in Fraustadt; † 3. Mai 1667 in Kolberg) war ein deutscher Arzt und Bürgermeister von Kolberg.
Er wurde als Sohn des Pastors Johannes Timaeus in Fraustadt geboren, das damals zu den Hochburgen des Protestantismus im Königreich Polen gehörte. Er studierte Medizin an der Universität Wittenberg, wo er insbesondere bei Daniel Sennert hörte. Er machte eine Reise nach Italien.
Während des Dreißigjährigen Krieges gelang es ihm 1638, einen großen Teil des schwedischen Heeres bei Tribsees von der Pest zu heilen. Er war zeitweise Leibarzt des Kurfürsten Friedrich Wilhelm von Brandenburg, ab 1648 Leibarzt der Königinwitwe Maria Eleonora von Schweden.
Timaeus praktizierte in Kolberg. 1630, als er Ratsherr in Kolberg war, erwarb er gemeinsam mit seinem Schwiegervater Evert Kundenreich von der Stadt Kolberg das Gut Naugard. Später erwarb er noch weitere Güter. Im Jahre 1661 wurde er Bürgermeister vom Kolberg und übte dieses Amt bis zu seinem Tode aus.
1651 wurde er, gemeinsam mit seinem Bruder, unter dem Namen Timaeus von Güldenklee durch den Kaiser in den Adelsstand erhoben. In Brandenburg-Preußen wurde dies 1665 bestätigt.  
Balthasar Timaeus von Güldenklee hat zahlreiche medizinische Schriften veröffentlicht. 